# Storebrand
Storebrand är en norsk finans- och försäkringskoncern. Koncernen består av ett holdingbolag med fyra verksamhetsområden som är organiserade i olika dotterbolag: livförsäkring, skadeförsäkring, bank och kapitalförvaltning. Företaget erbjuder även hälsoförsäkringar både i Norge och Sverige under namnen Storebrand Helseforsikring AS respektive DKV Hälsa. Detta bolag drivs som ett samriskföretag med ett av Europas största försäkringsbolag, DKV Deutsche Krankenversicherung AG.
Storebrands historia går tillbaka ända till 1767. Bolaget har erbjudit tjänstepension sedan 1917, och är i dag en ledande aktör på den nordiska marknaden för långsiktigt sparande och försäkring. Företaget vänder sig till privatpersoner, företag, kommuner och offentliga verksamheter.
Storebrand har för närvarande sitt huvudkontor vid i Lysaker i Oslo. Utöver detta huvudkontor har företaget ett landstäckande kontorsnät i Norge. 
Storebrands verkställande direktör heter Idar Kreutzer.
Företagets primära marknad har varit den norska men man har även satsat på övriga Norden. I december 2007 köpte Storebrand svenska SPP Livförsäkring som ett led i satsningen på den svenska marknaden. 
Samhällsansvar är en integrerad del av koncernens verksamhet. 
Företaget finns registrerat på Oslobörsens OBX-index under förkortningen STB.